# Flobecq
Flobecq es una comuna de la región de Valonia, en la provincia de Henao, Bélgica. A 1 de enero de 2019 tenía una población estimada de 3447 habitantes.

## Geografía
Flobecq se encuentra ubicada al sudoeste del país en la región natural del País de las Colinas.

## Demografía

### Evolución
Todos los datos históricos relativos al actual municipio, el siguiente gráfico refleja su evolución demográfica, incluyendo municipios después de efectuada la fusión el 1 de enero de 1977.
| Gráfica de evolución demográfica de Flobecq entre 1846 y 2019 |
|                                                               |